# Opòssum rata de ventre gris
L'opòssum rata de ventre gris (Caenolestes caniventer) és una espècie d'opòssum rata de la família dels cenolèstids. Viu a altituds d'entre 1.600 i 3.100 msnm a l'oest de l'Equador i el nord-oest del Perú. Es tracta d'un animal crepuscular o nocturn que menja invertebrats, petits vertebrats i matèria vegetal. El seu hàbitat natural són els boscos montans subtropicals. Està amenaçat per la desforestació. El seu nom específic, caniventer, significa ‘ventre gris’ en llatí.